# Rene d'Harnoncourt
René d'Harnoncourt (17. května 1901 Vídeň - 13. srpna 1968) byl americký umělecký kurátor. V letech 1949 až 1967 byl ředitelem Muzea moderního umění v New Yorku.

## Životopis
Pocházel z rakouského, českého a francouzského původu, narodil se 17. května 1901 ve Vídni jako syn hraběte Huberta d'Harnoncourta a jeho manželky Julie Mittrowskyové. I když jako dítě projevoval zájem o umění, získal technické vzdělání. Poté, co jeho rodina utrpěla vážné finanční ztráty, odstěhovali se v roce 1924 do Paříže a v roce 1926 odjeli do Mexika.
D'Harnoncourt se zpočátku snažil uživit jako komerční umělec, ale rychle získal dobrou pověst pro své sofistikované rady americkým starožitným sběratelům.
V roce 1927 pracoval pro Fredericka W. Davise, který provozoval jeden z nejvýznamnějších obchodů se starožitnostmi v Mexico City. Davis byl mezi prvními, kteří shromažďovali, vystavovali a prodávali díla vznikajících mexických umělců, jako byli například: Diego Rivera, José Clemente Orozco nebo Rufino Tamayo.
D'Harnoncourt byl jmenován do Muzea moderního umění v roce 1944; ukázal se jako odborník na výstavy a pozoruhodný sběratel. V roce 1949 byl jmenován ředitelem muzea, a jako ředitel setrval až do roku 1967. V průběhu svého působení ředitele byl zodpovědný za řadu významných výstav, mezi něž patří Lipchitz (1954), Rodin (1963) nebo Picasso (1967). D'Harnoncourt byl také poradcem Nelsona Rockefellera. V roce 1965 byl jmenován do komise k výběru moderních uměleckých děl pro sbírku Governor Nelson A. Rockefeller Empire State Plaza Art Collection v Albany v New Yorku.
Mezi jeho přátele patřil také americký fotograf Edward Weston.